# Motor termo-acústic

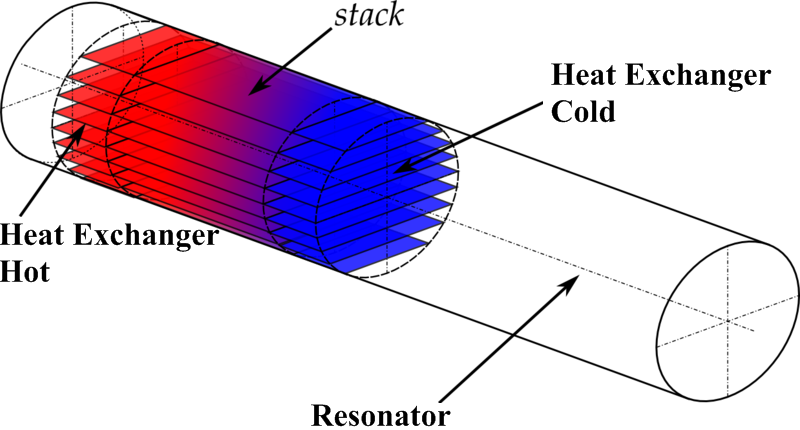
Esquema de refrigerador termo-acústic.

Un motor termo-acústic és un dispositiu que transforma energia calorífica (energia d'entrada) en ones sonores, una forma d'energia mecànica. Com altres màquines tèrmiques el sistema és reversible: mitjançant ones sonores (energia d'entrada) és possible bombar calor des d'una font freda cap una font calenta. El que és igual, funcionant com un refrigerador.
Pel fet que les freqüències d'actuació són molt altes les pèrdues de calor per conducció són reduïdes. Això fa que una cambra de treball confinada sigui innecessària.
A diferència d'altres motors no disposa de peces mòbils. L'únic que es mou és el fluid.
El rendiment és més baix comparat al de les màquines convencionals, però els seus costos d'instal·lació i operació són menors.
Els dispositius termo-acústics (motors o refrigeradors) poden dissenyar-se per a funcionar amb ones estacionàries o amb ones que es desplacen.

## Història

### Precedents
El soroll produït per les flames i les accions de sorolls externs sobre les flames foren estudiats per diversos científics. John Tyndall, en un breu article publicat el 1867, enumerava les persones que havien estudiat aquests fenòmens: Higgins (1777), Chladni (1802), De la Rive, Faraday, Wheatstone, Rijke, Sondhauss, Schaffgotsch i ell mateix (Tyndall). Els experiments amb flames i tubs sonors també estan relacionats amb els casos concrets del tub de Rijke, la harmònica química o el Pyrophone.

### Estudis més propers
La capacitat de l'energia calorífica per a produir so era coneguda des de fa segles. Un cas particularment interessant fou remarcat per alguns bufadors de vidre. Quan bufaven un tub de vidre llarg per a fer una bombolla en un extrem es produïa un soroll característic, no provocat directament per l'acció de bufar de l'operari. Cap al 1850 el físic holandès Pieter Rijke va demostrar que el soroll era produït per una diferència de temperatura de l'aire en l'interior del tub de vidre. I que el volum i la intensitat del so depenien de la llargària del tub i el volum de la bombolla.
Al voltant de 1887, Raleigh va exposar la possibilitat de bombar calor amb el so.
El 1969 Nikolaus Rott reprengué l'estudi del tema. A partir de les Equacions de Navier-Stokes per a fluids va deduir equacions específiques per a fenòmens termo-acústics.
Posteriorment Gregory W. Swift va adaptar les equacions esmentades per a calcular dispositius termo-acústics concrets. El seu estudi estava dedicat a les bombes de calor termo-acústiques i als refrigeradors termo-acústics.

## Funcionament
Un dispositiu termo-acústic aprofita els canvis que es produeixen en l'interior d'una ona sonora : 
1. Els “paquets” de gas es comprimeixen i s'expandeixen alternativament.
2. La pressió i la temperatura canvien simultàniament: quan la pressió arriba a un màxim o mínim, també ho fa la temperatura.
Un dispositiu termo-acústic consisteix, bàsicament, en un recipient hermètic (de parets gruixudes i rígides) que conté un gas a alta pressió (per exemple heli a 30 bar). També consta de dos bescanviadors de calor, un ressonador i un stack (en dispositius d'ones estacionàries) o un regenerador (en dispositius d'ones que es desplacen). Segons el tipus de motor, es pot utilitzar un altaveu dinàmic o un altaveu piezoelèctric per a generar ones sonores.
En un tub tancat pels dos extrems les ones sonores que viatgen en ambdós sentits poden ressonar a una certa freqüència i crear una ona estacionària.

### Stack
L'anomenat “stack” en anglès és una peça fonamental en els dispositius termo-acústics basats en ones estacionàries. Aquesta peça comporta una munió de petits canals disposats paral·lelament a l'eix del tub que forma el dispositiu. Situat en una certa posició del tub, quan hom indueix una ona estacionària (amb un altaveu) provoca una diferència de temperatura entre els seus extrems. Situant un bescanviador de calor a cada extrem és possible moure calor. El dispositiu descrit funciona com una bomba de calor.
El dispositiu invers també és possible: a partir d'una diferència de temperatura entre els extrems de l'stack (aportant energia tèrmica exterior mitjançant la font calenta) es produeix una ona sonora. Aquesta disposició és la d'un motor termo-sònic.

#### Funció i efectes
A efectes pràctics un stack fa una funció semblant a la d'una cinta transportadora (virtual) de calor. Els “paquets” de fluid, s'escalfen i cedeixen calor quan es comprimeixen i es refreden – agafant calor- quan s'expansionen. La figura animada suggereix el mecanisme descrit.

L'animació vol representar el transport de calor des de la dreta cap a l'esquerra. Transport realitzat per petits "paquets" del gas de treball i que provoca una diferència de temperatura entre els extrems de l'stack.
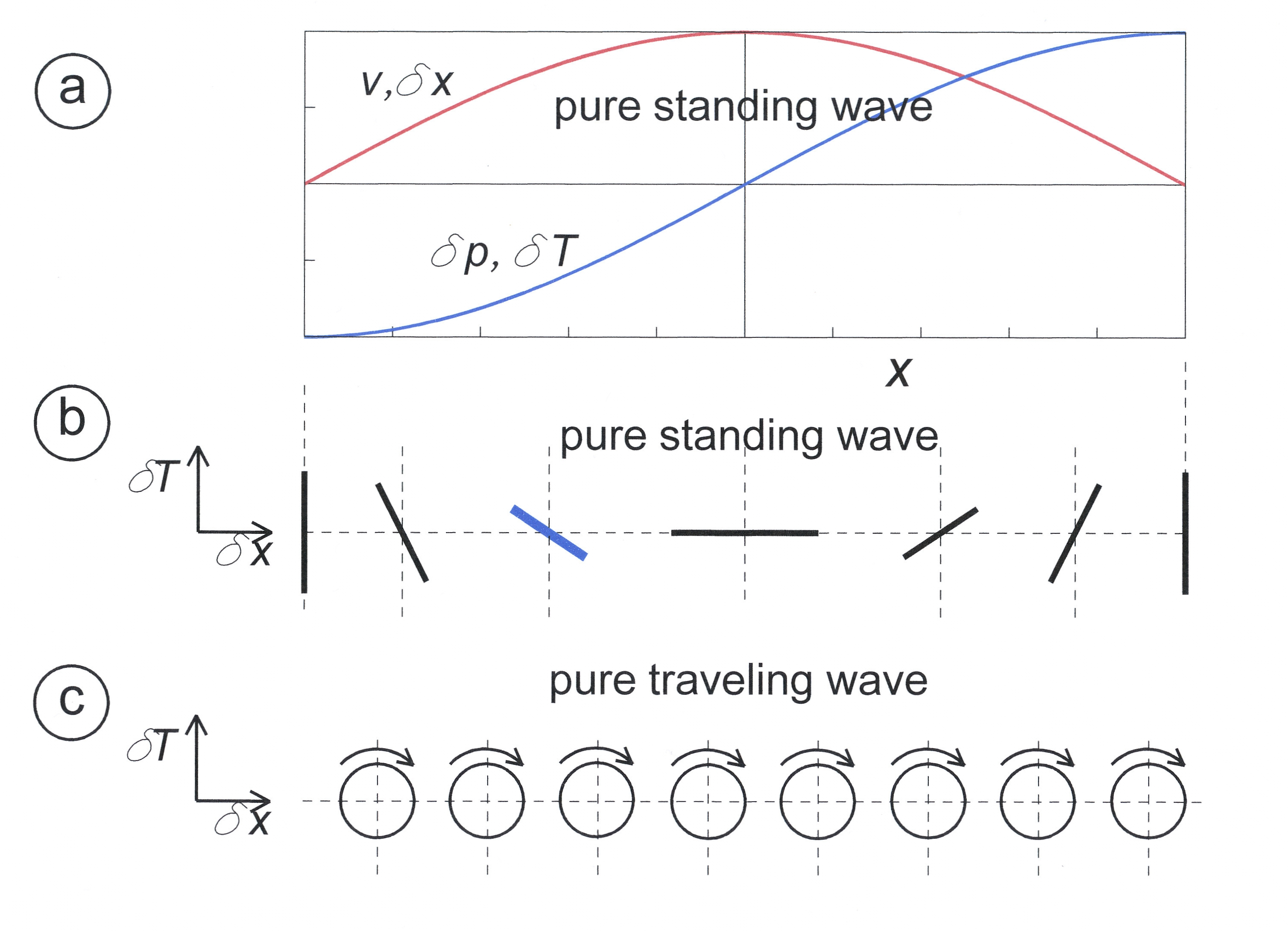
A: Traçat de les amplituds de la velocitat i els desplaçaments, i de les variacions de pressió i temperatura en una semi-longitud d'ona d'una ona estacionària pura. B: Gràfic corresponent als increments δT – δx d'una ona estacionària. C: Gràfic dels increments δT – δx d'una ona pura que es desplaça.

## Sistemes basats en ones estacionàries

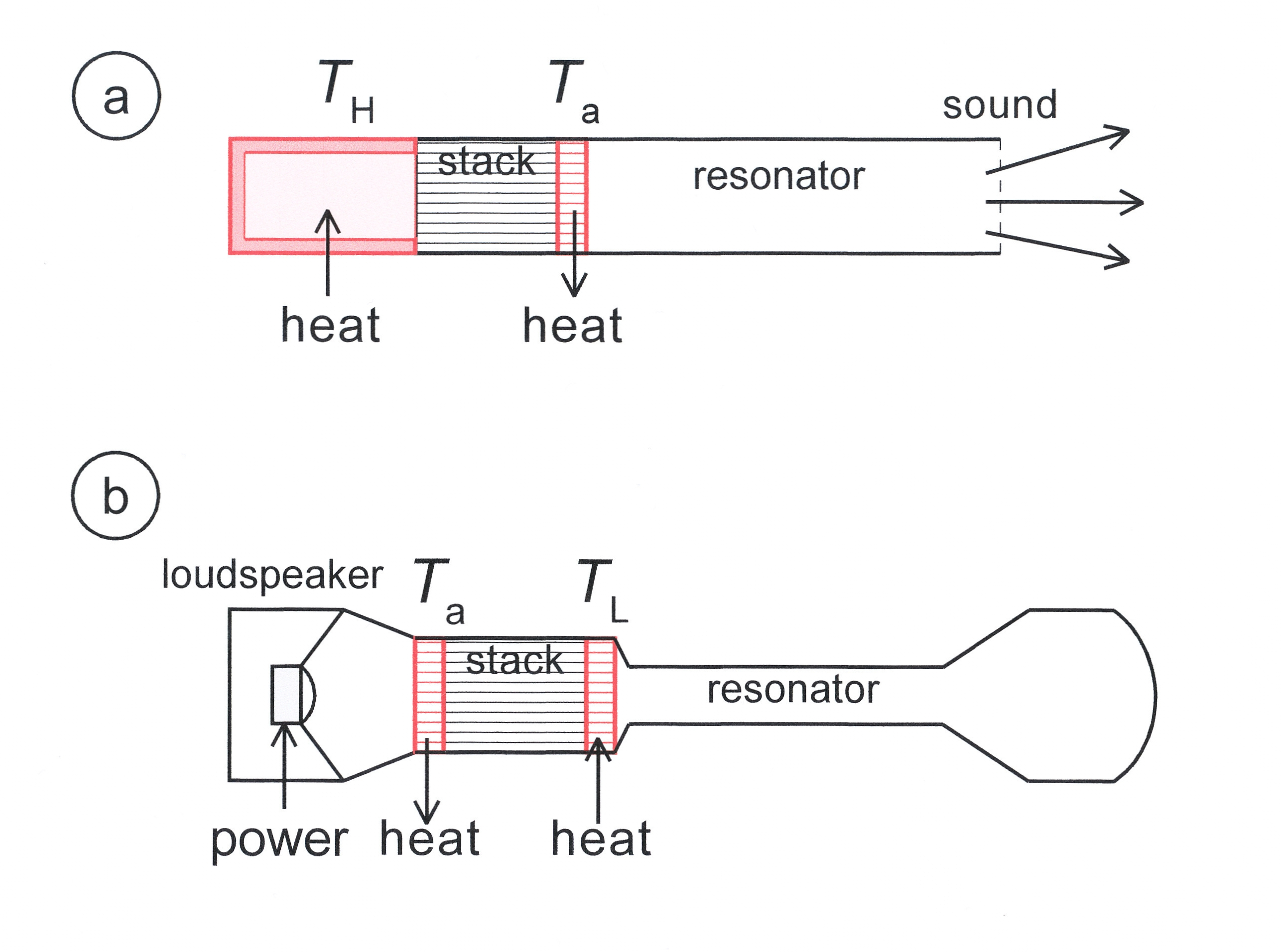
A. Representació esquemàtica d'un motor termo-acústic.// B. Id. d'un refrigerador termo-acústic.

Un motor termo-acústic típic aprofita les propietats de l'element termo-acústic anomenat “stack”. Aquest element, esmentat més amunt, és un component sòlid i porós que pot adoptar formes diverses (pot estar format per una esponja de fil metàl·lic o un conjunt de làmines metàlliques disposades en forma paral·lela). El que és important que el gas operatiu pugui estar en contacte amb les “parets internes” de l'stack. La part del gas en contacte amb l'stack, quan oscilla segons l'ona estacionària, es comprimeix i s'expansiona canviant de temperatura. El contacte del gas amb les “parets” de l'stack modifica les variacions de temperatura del gas (tan en magnitud com en fase). I això en una profunditat de valor δ=√(2k/ω) (essent k la difusivitat tèrmica del gas i ω=2πf la freqüència angular de l'ona estacionària). La profunditat de penetració tèrmica és la distància que pot difondre el gas en un temps 1/ω. El valor per a aire oscil·lant a 1000 Hz és de l'ordre de 0,1 mm. En un motor cal subministrar calor des de l'exterior per a mantenir el gradient de temperatura de l'stack. Aquesta és la funció dels dos bescanviadors de calor als dos extrems de l'stack.

## Sistemes basats en ones que es desplacen

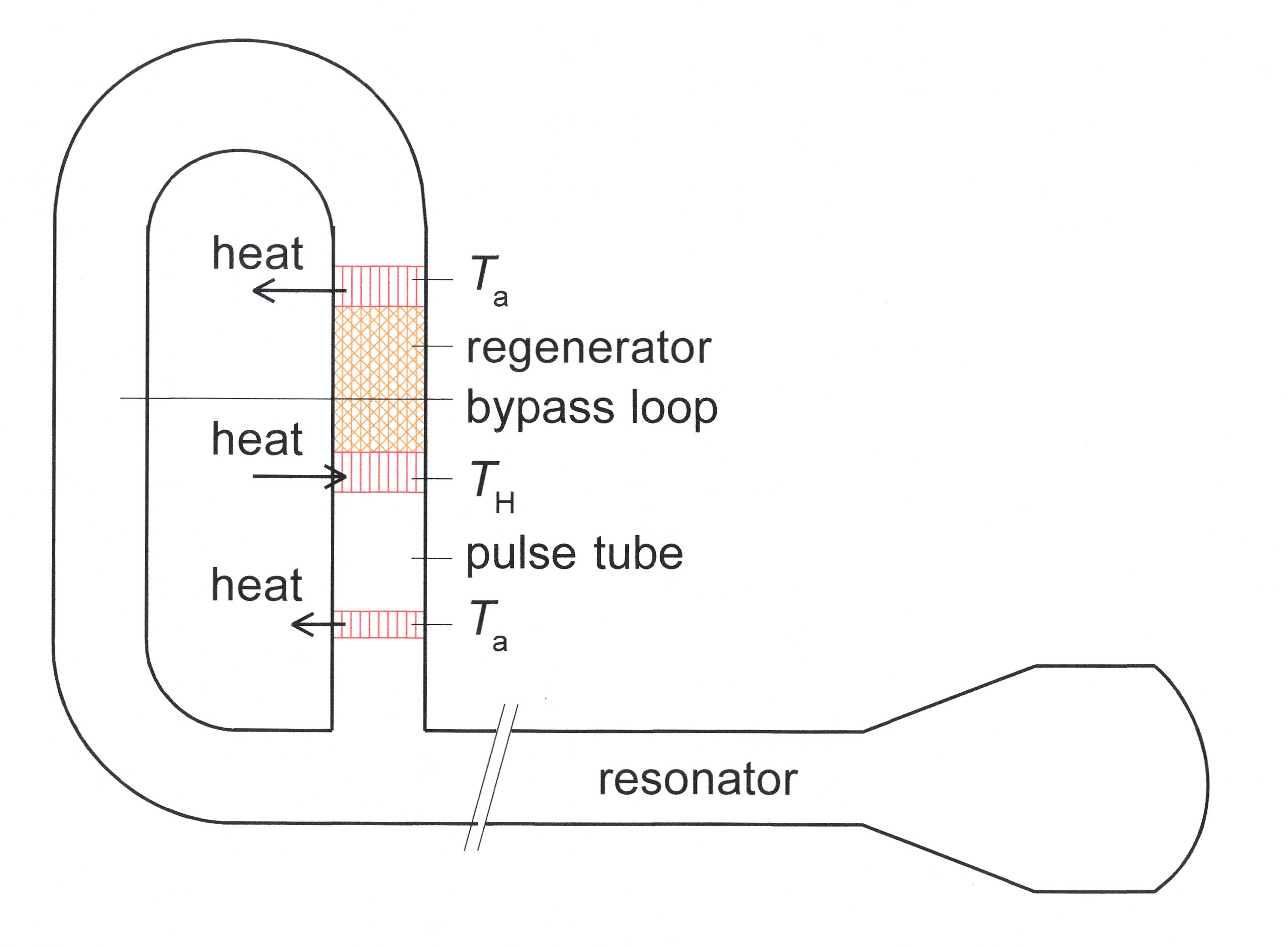
Representació simplificada d'un motor termo-acústic basat en ones que es desplacen.

La figura representa de forma simplificada un motor termo-acústic basat en ones que es desplacen. Consisteix en un circuit tancat (bucle/”loop”) i un tub ressonador. El circuit conté un regenerador, tres bescanviadors de calor i forma, també, una drecera en forma de bucle (“bypass loop”).

### Regenerador
Un regenerador és un component sòlid molt porós i amb una capacitat tèrmica molt alta. Quan el gas circula avant i enrere per l'interior del regenerador emmagatzema i deixa anar calor del material del regenerador. A diferència d'un stack, els “porus” d'un regenerador són molt més petits que la profunditat de penetració tèrmica, de manera que el contacte tèrmic entre el gas i el material del regenerador és molt bo. Idealment el flux d'energia en el regenerador és zero, per tant el flux d'energia en el bucle és el que permeten els components de la figura.

### Transport energètic
L'energia en el bucle és transportada mitjançant una ona que es desplaça. Aquesta ona és la que dona nom al sistema.
La relació de cabals volumètrics en els extrems del regenerador és TH/Ta. El regenerador actua com un amplificador de cabal. Com en el cas anterior (basat en una ona estacionària), si la temperatura TH és prou alta el dispositiu produeix ones sonores. Aquestes ones sonores poden aprofitar-se de diverses maneres: per a produir electricitat, per a refrigeració o per a bombar calor.